# Titkos dalok
A Titkos dalok Cseh Tamás dalait tartalmazó DVD, az 1984 körüli felvételt Losonci Gábor készítette. A kiadvány 2009-ben jelent meg kétféle kiadásban is: a sima DVD mellett egy DVD-t és 2 CD-t is tartalmazó díszdoboz formátumban is.
Körülbelül 25 évvel ezelőtt, Cseh Tamás egy bevilágított pincében 32 dalt énekelt el, hogy egy barátja kipróbálhassa frissen vásárolt kameráját. A felvétel nemrég került elő egy ládából, és a Titkos dalok címet kapta. Méghozzá azért, mert nagyrészt a nagyközönség számára teljességgel ismeretlen, csakis a szűkebb baráti körnek tartalékolt dalokat mutatja be. Hogy miért lappangtak mindeddig ezek? Részben szabadszájú kegyetlenségük, speciális mondanivalójuk, másrészt összeférhetetlenségük miatt, mivel a közismert összeállításokban különféle okokból nem illettek bele. De most közre kell adnunk őket, mert a kép így lesz kerek, meg azért is, mert bőven megérdemlik.
1. Egy képre gondolok, tudod
2. Meztelen ember
3. Állunk időbe szorítva
4. A Vizöntő jegyében
5. Látod, vendégeink szelíden alszanak
6. Telente, vasárnap
7. Rubin piros tangó
8. A Tarpay grófné szép szőke lánya miatt
9. Légy ma gyerek
10. A férfi bátorsága
11. Ádámnak azt mondá az Úr
12. A halált szépen most nevezzük el
13. Legelőször is
14. Kísértet keresett fel
15. Sohase láttam ilyen időt
16. dr. Kopffelkringel
17. Platon es Szokratesz
18. Az ellenkultura helyett
19. A St Patrick székesegyház
20. Lee Van Cliff
21. Wiener fiakker lied
22. Hámló, elkopó kőfalak közt
23. Ana bászisz
24. Suhannnak, visszaszállnak
25. Petőfi halála
26. Hányan kipusztultak
27. A havernak mondtam
28. Shakespeare
29. Parkunkban virág közt
30. Dosztojevszkij
31. Az ócska cipő
32. 30 asszonyt
33. És puskatussal